# Karol Boromeusz Hoffman
Karol Boromeusz Aleksander Hoffman, född 1798 i Wieruchów, död 6 juli 1875 i Blasewitz vid Dresden, var en polsk skriftställare. Han var gift med Klementyna Hoffmanowa.
Hoffman uppsatte 1828 den juridiska tidskriften "Temis Polska", tog vid polska revolutionens utbrott 1830 livlig del i organisationen av nationalgardet i Warszawa och eldade sinnena med en sedermera till flera språk översatt broschyr Wielki tydzień Polaków ("Pålens befrielsevecka", 1831). År 1830 utsågs han till en av de tre direktörerna i polska banken, i vilken han sedan 1828 haft anställning som råd. Efter Warszawas stormning (1831) vistades han än i Tyskland, än i Frankrike, än i Galizien. Hans främsta arbete är Historya reform politycznych w dawnej Polsce (1869).